# Salvethymus svetovidovi
Salvethymus svetovidovi é uma espécie de peixe da família Salmonidae.
É endémica do Lago El'gygytgyn, na Rússia.